# Ta (indijansko selo)
Ta, nekadašnje selo Haida Indijanaca koje se nalazilo na istočnoj obali otoka North Island, u Otočju Kraljice Charlotte, pred pacifičkom obalom Kanade u Britanskoj Kolumbiji. Naseljavala ga je jedna malena, danas izumrla obitelj Taahl-lanas iz fratrije Orao (Eagle), čija klanska pripadnost nije poznata i čije ime znači  'the people of the town of Ta' 